# Інман (Небраска)
Інман (англ. Inman) — селище (англ. village) в США, в окрузі Голт штату Небраска. Населення — 95 осіб (2020).

## Географія
Інман розташований за координатами 42°22′55″ пн. ш. 98°31′47″ зх. д. / 42.38194° пн. ш. 98.52972° зх. д. (42.381915, -98.529814).  За даними Бюро перепису населення США в 2010 році селище мало площу 0,74 км², уся площа — суходіл.

## Демографія
Згідно з переписом 2010 року, у селищі мешкало 129 осіб у 56 домогосподарствах у складі 35 родин. Густота населення становила 174 особи/км².  Було 63 помешкання (85/км²).
Расовий склад населення:
| - 97,7 % — білих - 1,6 % — азіатів - 0,8 % — корінних американців |

До двох чи більше рас належало 0,0 %. Частка іспаномовних становила 0,8 % від усіх жителів.
За віковим діапазоном населення розподілялося таким чином: 24,8 % — особи молодші 18 років, 55,8 % — особи у віці 18—64 років, 19,4 % — особи у віці 65 років та старші. Медіана віку мешканця становила 46,5 року. На 100 осіб жіночої статі у селищі припадало 104,8 чоловіків;  на 100 жінок у віці від 18 років та старших — 94,0 чоловіків також старших 18 років.
Середній дохід на одне домашнє господарство  становив 47 996 доларів США (медіана — 42 500), а середній дохід на одну сім'ю — 40 998 доларів (медіана — 41 250). За межею бідності перебувало 10,1 % осіб, у тому числі 14,3 % дітей у віці до 18 років та 8,0 % осіб у віці 65 років та старших.
Цивільне працевлаштоване населення становило 47 осіб. Основні галузі зайнятості: освіта, охорона здоров'я та соціальна допомога — 31,9 %, сільське господарство, лісництво, риболовля — 19,1 %, роздрібна торгівля — 12,8 %, оптова торгівля — 10,6 %.